# Vadim Anatolijovics Jevtusenko
Vadim Anatolijovics Jevtusenko (ukránul: Вадим Анатолійович Євтушенко; Pjatihatki, 1958. január 1. –) ukrán labdarúgóedző, korábban szovjet válogatott labdarúgó.

## Pályafutása

### Klubcsapatban
Pályafutása nagy részét a Dinamo Kijivben töltötte. 1980 és 1987 között 225 mérkőzésen lépett pályára és 59 alkalommal volt eredményes. Többszörös szovjet bajnok, kupa- és szuperkupagyőztes, 1986-ban csapatával megnyerte a kupagyőztesek Európa-kupáját is. 1988-ban rövid ideig a Dnyipro Dnyipropetrovszk csapatában játszott, majd ezt követően 1989-ben a svéd AIK igazolta le, ahol 1993-ig játszott. 1994 és 1995 az IK Sirius játékosa volt és innen is vonult vissza.

### A válogatottban
1980 és 1987 között 12 alkalommal szerepelt a szovjet válogatottban és 1 gólt szerzett. Részt vett az 1982-es és az 1986-os világbajnokságon. Egyetlen gólját egy NDK elleni barátságos mérkőzésen szerezte 1983. július 26-án .

## Sikerei, díjai

### Játékosként
Dinamo Kijiv
- Szovjet bajnok (4): 1980, 1981, 1985, 1986
- Szovjet kupa (3): 1982, 1985, 1987
- Szovjet szuperkupa (2): 1985, 1986
- Kupagyőztesek Európa-kupája (1): 1985–86
- Trofeo Santiago Bernabéu (1): 1986

AIK Fotboll
- Svéd bajnok (1): 1992
- Svéd kupa (1): 1991

## Külső hivatkozások
- Vadim Anatolijovics Jevtusenko – a FIFA adatbázisában
- Vadim Jevtusenko adatlapja a National-Football-Teams.com oldalon (angolul)

- Vadim Jevtusenko. eu-football.info